# Takeshita Noboru

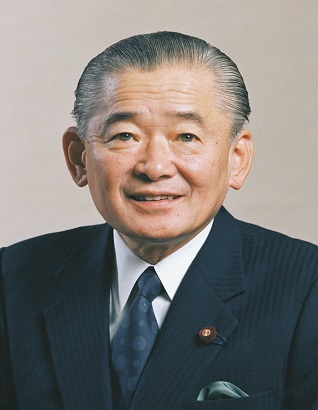
Takeshita Noboru (1987)

Takeshita Noboru (japanisch 竹下 登; * 26. Februar 1924 im Kakeya, Präfektur Shimane; † 19. Juni 2000) war ein japanischer Politiker der Liberaldemokratischen Partei (LDP). Er war Vorsitzender der Regierungspartei LDP und von 1987 bis 1989 der 74. Premierminister von Japan.

## Leben und Wirken
Takeshita Noboru machte 1947 seinen Studienabschluss an der Waseda-Universität und wurde Lehrer an einer Mittelschule in der Präfektur Shimane. Mit seinen Aktivitäten in der politischen Jugendbewegung schuf er die Grundlage für seine späteren Aktivitäten. 1951 wurde er Mitglied des Präfekturparlaments Shimane und 1958 als Kandidat der Liberaldemokratischen Partei Mitglied des Repräsentantenhauses des nationalen Parlaments für den damaligen präfekturweiten Fünfmandatswahlkreis Shimane. 1964 trat er zum ersten Mal als Stellvertretender Chefkabinettssekretär im Kabinett Satō I auf. in 1974 wirkte er als Chefkabinettssekretär im Kabinett Tanaka II, 1978/1979 im Kabinett Ōhira II, 1982 im Kabinett Nakasone I und dann Kabinett Nakasone II jeweils als Finanzminister.
1985 löste Takeshita sich von der Tanaka-Faktion und gründete die die politische Vereinigung „Sōseikai“ (創政会), die Takeshita-Faktion. Er löste ein Jahr später die „Sōseikai“ auf, die Takeshita-Faktion wurde 1987 als Keiseikai rekonstituiert. Nach dem Wahlsieg der LDP bei den Doppelwahlen zu beiden Parlamentskammern 1986 (Repräsentantenhaus, Senat) unter Nakasone Yasuhiro (Nakasone-Faktion) wurde Takeshita Generalsekretär der LDP. Als Nakasones verlängerte Amtszeit 1987 auslief, wurde er zum Nachfolger als Parteivorsitzender gewählt und anschließend vom Parlament zum Premierminister gewählt. Er hatte sich zum Ziel gesetzt, die Städte in der Provinz fördern. 1989 trat er wegen der Einführung der Verbrauchssteuer, die ihn unbeliebt gemacht hatte, und des Verdachts einer Verbindung zum Recruit-Skandal kurz vor der Senatswahl 1989 zurück.
Später traten der Nachfolger Uno Sōsuke (Nakasone-Faktion) und die weiteren Nachfolger, Toshiki Kaifu (Kōmoto-Faktion) und Miyazawa Kiichi (Miyazawa-Faktion), in den Vordergrund. Als die Takeshita-Faktion, die bis dahin seinen Namen behalten hatte, 1992 von Obuchi Keizō übernommen und zur Obuchi-Faktion wurde, spalteten sich reformgesinnte Abgeordnete um Hata Tsutomu und Ozawa Ichirō als Hata-Faktion ab, und ihr Einfluss nahm erheblich ab. Im Jahr 2000 zog sich Takeshita aus der Politik zurück und er starb Anfang 2000 an einem Schlaganfall. Seinen Wahlkreis Shimane 2 übernahm sein Halbbruder Wataru Takeshita erfolgreich für die LDP, der in der Partei aufstieg und später von 2018 bis zu seinem Tod die Führung der ehemaligen Takeshita-Faktion übernahm.